# Winnik
Winnik (Ampelopsis Michaux) – rodzaj pnączy z rodziny winoroślowatych (Vitaceae). Liczy około 30 gatunków z centrum występowania (największym zróżnicowaniem) we wschodniej Azji, nieliczne gatunki występują w Azji południowo-wschodniej, w Ameryce Północnej i Środkowej. Niektóre gatunki uprawiane są jako pnącza ozdobne, w warunkach Europy Środkowej jednak przemarzają.

## Morfologia

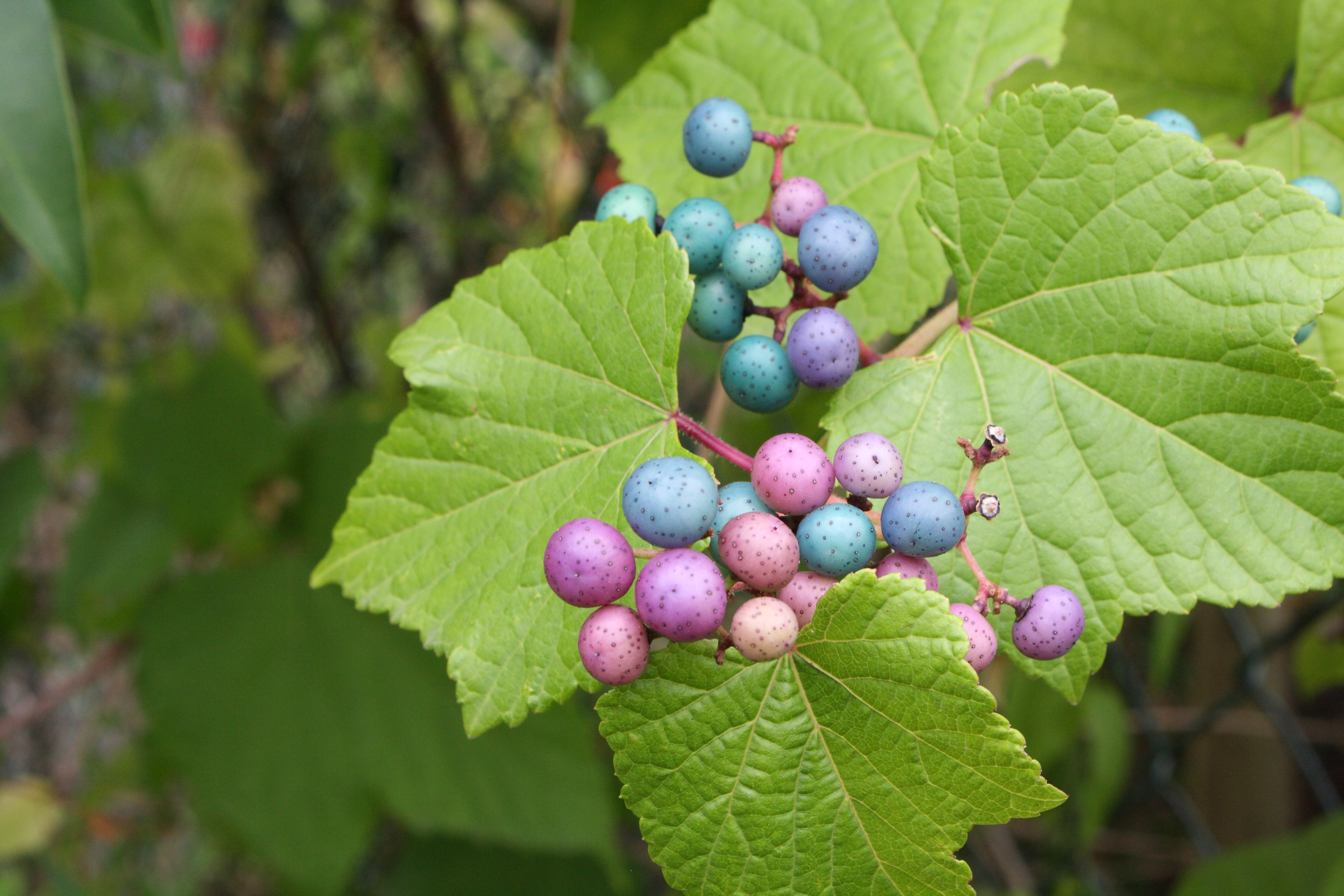
Winnik zmienny

Drewniejące pnącza osiągające do 10 m wysokości. Wspinają się za pomocą 2 lub 3-krotnie rozgałęzionych wąsów czepnych wyrastających z węzłów naprzeciw liści. Liście opadające zimą, u różnych gatunków różnie podzielone – od pojedynczych i nie klapowanych, poprzez klapowane i głęboko wcinane, do pierzastych i podwójnie pierzastych. Kwiaty niepozorne, 5-krotne, zebrane są w kwiatostany wyrastające naprzeciw liści. Pięć wolnych płatków korony ma kolor zielonkawy, kielich jest niepozorny, pięć pręcików, słupek okazały. Owocem jest kulista jagoda zawierająca od 1 do 4 nasion.

## Systematyka
Jeden z 14 rodzajów w obrębie podrodziny Viticoideae Eaton w rodzinie winoroślowatych (Vitaceae).
Wykaz gatunków
- Ampelopsis acerifolia W.T.Wang
- Ampelopsis aconitifolia Bunge – winnik tojadowaty
- Ampelopsis acutidentata W.T.Wang
- Ampelopsis arborea (L.) Koehne – winnik drzewiasty
- Ampelopsis bodinieri (H.Lév. & Vaniot) Rehder – winnik Bodiniera
- Ampelopsis cantonensis (Hook. & Arn.) Planch.
- Ampelopsis cantoniensis (Hook. & Arn.) K. Koch
- Ampelopsis celebica Suess.
- Ampelopsis chaffanjonii (H.Lév.) Rehder
- Ampelopsis chondisensis (Vassilcz. & V.N.Vassil.) Tulyag.
- Ampelopsis cordata Michx. – winnik sercowaty
- Ampelopsis delavayana Planch. ex Franch. – winnik Delavaya
- Ampelopsis denudata Planch.
- Ampelopsis glandulosa (Wall.) Momiy. (syn. A. brevipendiculata) – winnik zmienny
- Ampelopsis gongshanensis C.L.Li
- Ampelopsis grossedentata (Hand.-Mazz.) W.T.Wang
- Ampelopsis humulifolia Bunge – winnik chmielolistny
- Ampelopsis japonica (Thunb.) Makino
- Ampelopsis leeoides (Maxim.) Planch.
- Ampelopsis megalophylla Diels & Gilg – winnik wielkolistny
- Ampelopsis mollifolia W.T.Wang
- Ampelopsis orientalis (Lam.) Planch. – winnik wschodni
- Ampelopsis rubifolia (Wall.) Planch.
- Ampelopsis tomentosa Planch. ex Franch.
- Ampelopsis vitifolia (Boiss.) Planch.